# Cyclopogon trifasciatus
Cyclopogon trifasciatus är en orkidéart som beskrevs av Rudolf Schlechter. Cyclopogon trifasciatus ingår i släktet Cyclopogon, och familjen orkidéer. Inga underarter finns listade i Catalogue of Life.